# 飯田助夫

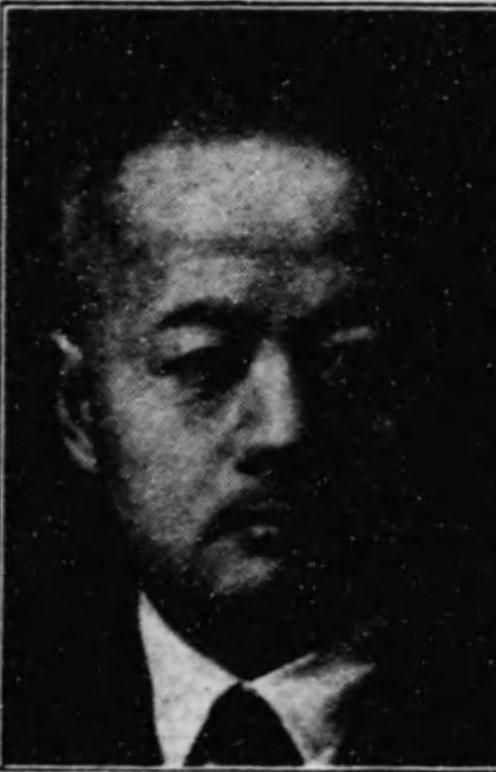
飯田助夫

飯田 助夫（いいだ すけお、1878年〈明治11年〉3月7日 - 1961年〈昭和36年〉12月18日）は、大正から昭和時代の政治家。衆議院議員。神奈川県会議長。神奈川県橘樹郡大綱村長。

## 経歴
素封家・飯田助大夫快三の長男として神奈川県橘樹郡、のちの大綱村（現横浜市港北区）に生まれる。1925年（大正14年）12代を継ぐ。1903年（明治36年）大綱村農会長となり、大綱村会議員、橘樹郡会議員、1917年（大正6年）大綱村長、同教育会長、町村会役員などを歴任した。
1924年（大正13年）6月、神奈川県会議員に当選。2期務め、1928年（昭和3年）7月には議長に推された。1927年（昭和2年）4月、大綱村が横浜市に編入されると横浜市会議員に当選。さらに市会参事会員となった。ついで横浜市農会の創設と共に副会長に就任し、1932年（昭和7年）1月、県農会副会長となった。ほか、大綱村学務委員、横浜市養蚕組合長、同果物組合連合会長、県耕地協会理事、小作調停委員などを歴任した。1935（昭和10）年5月、立憲民政党横浜支部長・三宅磐が現職のまま死去したため、1936年（昭和11年）2月の第19回衆議院議員総選挙では三宅の地盤を引き継ぐ形で神奈川県第1区から出馬し当選。つづく第20回総選挙でも当選し、衆議院議員を2期務めた。

## 伝記
- 品川貞一『飯田家三代の俤』マンノー社、1941年。

## 親族
- 父：飯田快三（大綱村長、神奈川県会議員）[5]
- 弟：飯田九一（日本画家、俳人）[5]
- 長男：飯田助丸（神奈川県技手、神奈川県議会議員）[6][7]